# 米特里格爾山

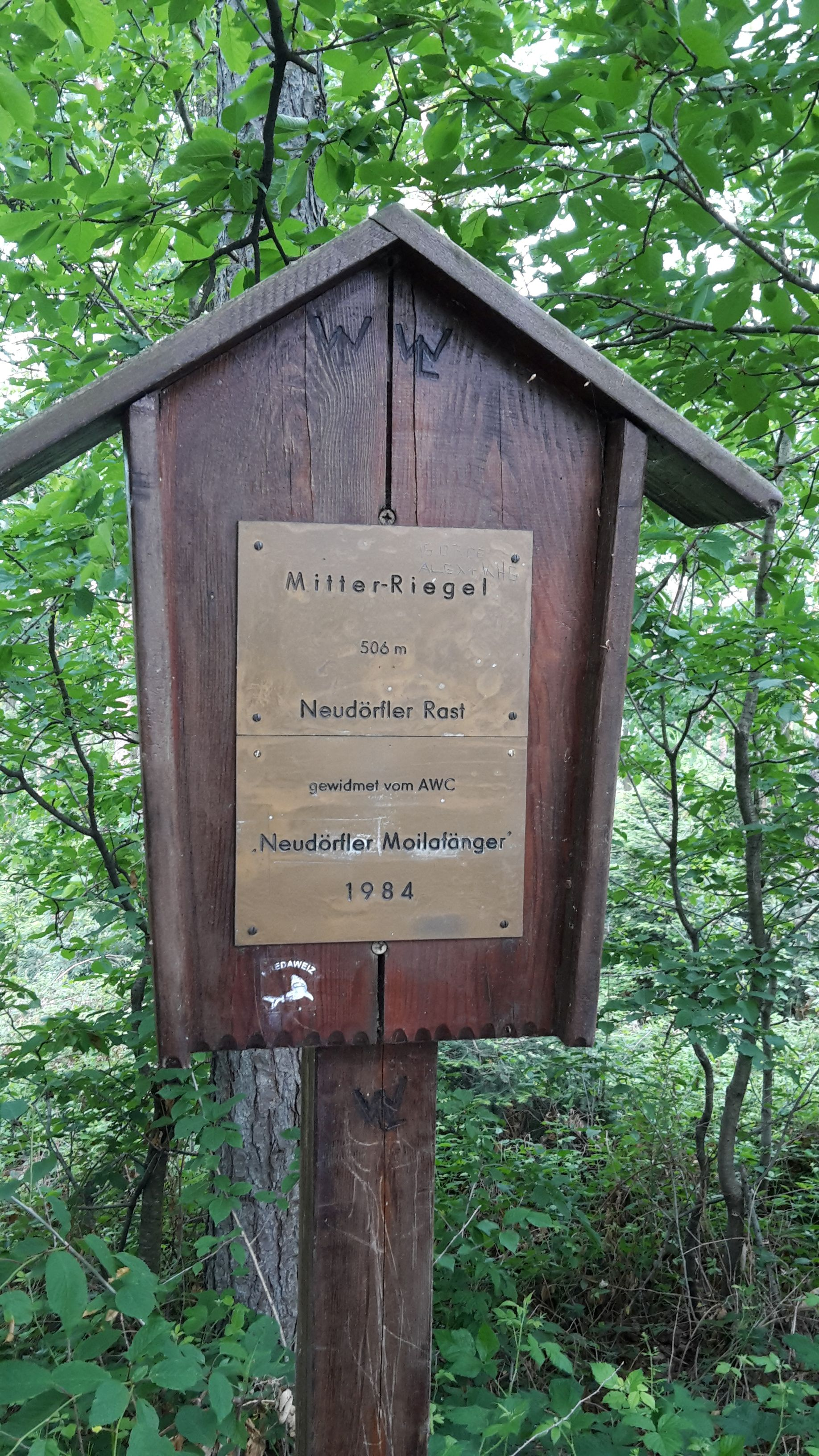

47°45′58″N 16°17′49″E / 47.76611°N 16.29694°E
米特里格爾山（德語：Mitterriegel），是奧地利的山峰，位於該國東部，處於布爾根蘭州和下奧地利州接壤的邊界，屬於羅薩利亞山的一部分，海拔高度530米。